# Итабира (микрорегион)

Итабира на карте.

Итабира (порт. Microrregião de Itabira) — микрорегион в Бразилии, входит в штат Минас-Жерайс. Составная часть мезорегиона Агломерация Белу-Оризонти. Население составляет 	379 237	 человек (на 2010 год). Площадь — 	8080,908	 км². Плотность населения — 	46,93	 чел./км².

## Демография
Согласно сведениям, собранным в ходе переписи 2010 г. Национальным институтом географии и статистики (IBGE), население микрорегиона составляет:						
| Полное население                             | Полное население                             | Полное население                             | Полное население                             | 379 237 |
| -------------------------------------------- | -------------------------------------------- | -------------------------------------------- | -------------------------------------------- | ------- |
| в том числе:                                 | Городское население                          | 322 494                                      | Процент городского населения, %              | 85,04   |
|                                              | Сельское население                           | 56 743                                       | Процент сельского населения, %               | 14,96   |
|                                              | Мужское население                            | 184 038                                      | Процент мужского населения, %                | 48,53   |
|                                              | Женское население                            | 195 199                                      | Процент женского населения, %                | 51,47   |
| Плотность населения, чел/км²                 | Плотность населения, чел/км²                 | Плотность населения, чел/км²                 | Плотность населения, чел/км²                 | 46,93   |
| Население микрорегиона в % к населению штата | Население микрорегиона в % к населению штата | Население микрорегиона в % к населению штата | Население микрорегиона в % к населению штата | 1,94    |

## Статистика
- Валовой внутренний продукт на 2003 год составляет 3 526 121 666,00 реалов (данные: Бразильский институт географии и статистики).
- Валовой внутренний продукт на душу населения на 2003 год составляет 9786,13 реалов (данные: Бразильский институт географии и статистики).
- Индекс развития человеческого потенциала на 2000 год составляет 0,767 (данные: Программа развития ООН).

## Состав микрорегиона
В составе микрорегиона включены следующие муниципалитеты:
1. Алвинополис
2. Баран-ди-Кокайс
3. Бела-Виста-ди-Минас
4. Бон-Жезус-ду-Ампару
5. Катас-Алтас
6. Дионизиу
7. Феррус
8. Итабира
9. Итамбе-ду-Мату-Дентру
10. Жуан-Монлевади
11. Нова-Эра
12. Нова-Униан
13. Риу-Пирасикаба
14. Санта-Барбара
15. Санта-Мария-ди-Итабира
16. Сан-Домингус-ду-Прата
17. Сан-Гонсалу-ду-Риу-Абайшу
18. Сан-Жозе-ду-Гоябал
19. Такуарасу-ди-Минас